# Sub Terra

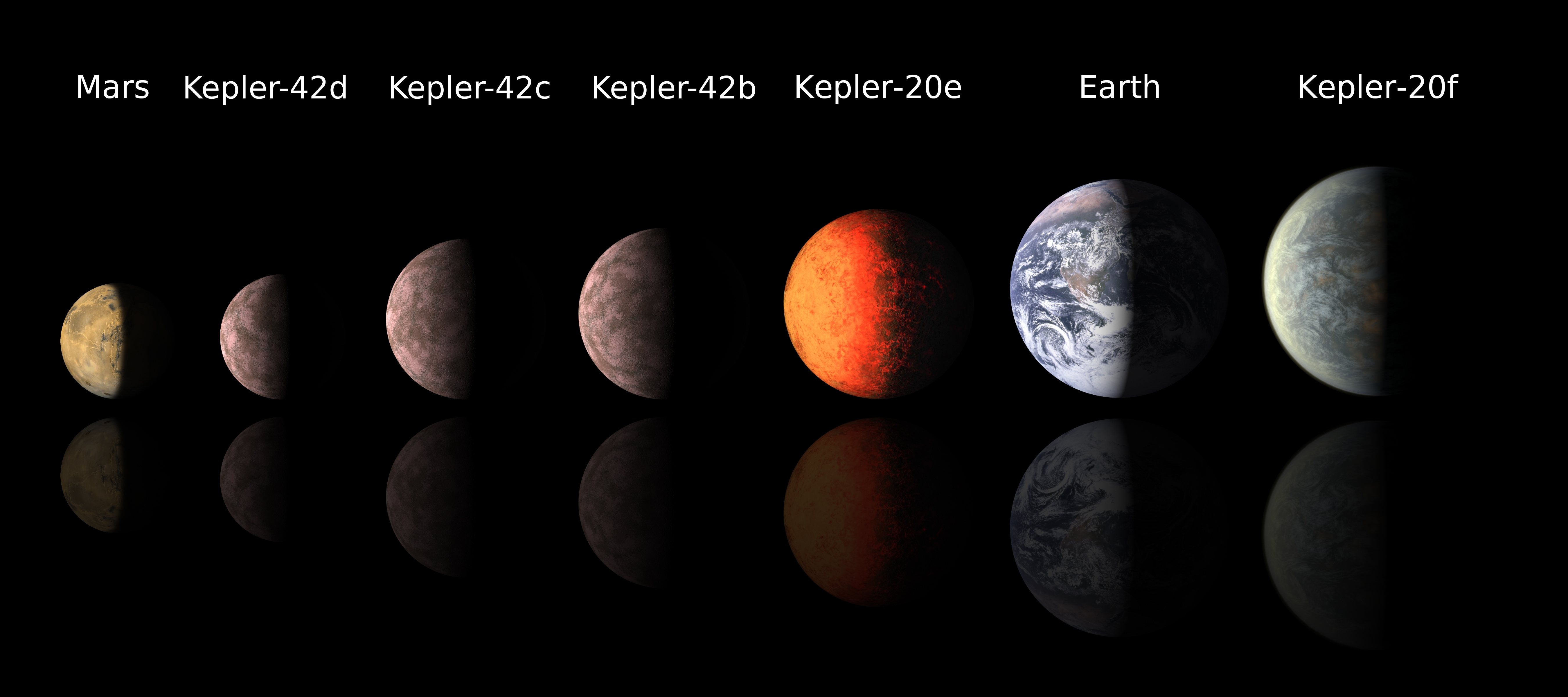
La Terra comparata a Marte e agli esopianeti di Kepler-20 e Kepler-42

Una sub Terra è un pianeta con massa inferiore a quella della Terra e di Venere. Nel sistema solare, questa categoria comprende Mercurio e Marte. Gli esopianeti sub Terre sono tra i più difficili da rilevare per via delle loro piccole dimensioni e delle loro altrettanto piccole masse, che producono un segnale troppo debole per essere rilevato con il metodo della velocità radiale. Nonostante le difficoltà, uno dei primi esopianeti scoperti era una sub Terra in orbita intorno ad una pulsar, PSR B1257+12.
Con il telescopio spaziale Kepler le scoperte di sub Terre sono diventate frequenti. Il 10 gennaio 2012, Kepler ha scoperto i primi tre pianeti sub Terre attorno a una stella ordinaria, Kepler-42. Nel giugno del 2014, Kepler ha confermato la scoperta di 45 pianeti più piccoli della Terra, con 17 di essi con raggio inferiore a 0,8 Rⴲ. Oltre a questi, sono stati individuati altri 310 pianeti candidati con un raggio inferiore a 1Rⴲ, di cui 135 con raggio minore di 0,8 Rⴲ.
Le sub Terre generalmente non hanno spesse atmosfere; a causa della loro bassa gravità e dei deboli campi magnetici infatti, la radiazione stellare potrebbe spogliarle delle loro atmosfere. Per le loro piccole dimensioni, e se non ci sono significative forze di marea, quando orbitano vicino alla stella madre, le sub-Terre possono avere anche brevi periodi di attività geologica.